# Campeonato de Primera Fuerza 1932/33
In 1932/33 werd het tiende seizoen gespeeld van het Campeonato de Primera Fuerza, de hoogste amateurklasse van Mexico. De competitie werd in twee groepen verdeeld, groep 1 met de sterkste teams die de landskampioen afleverde en groep 2 met de zwakkere teams. De laatste van groep 1 speelt een play-off tegen de winnaar van groep 2 voor een plaats in groep 1 van het volgende seizoen. Necaxa werd kampioen.
Na dit seizoen werden alle teams in groep 2, om CF México na, ontbonden waardoor onderstaand concept slechts eenmalig was en er het volgend seizoen terug één competitie kwam. 

## Eindstand

### Groep 1
| Plaats | Club        | Wed. | W | G | V | Saldo | Ptn. |
| ------ | ----------- | ---- | - | - | - | ----- | ---- |
| 1.     | Necaxa      | 8    | 5 | 1 | 2 | 30:18 | 11   |
| 2.     | Atlante     | 8    | 4 | 1 | 3 | 22:22 | 9    |
| 3.     | América     | 8    | 3 | 2 | 3 | 21:21 | 8    |
| 4.     | Club España | 8    | 2 | 3 | 3 | 20:27 | 7    |
| 5.     | Asturias    | 8    | 1 | 3 | 4 | 13:18 | 5    |

|  | Kampioen                                     |
|  | Play-off voor plaats in groep 1 volgend jaar |

### Groep 2
| Plaats | Club        | Wed. | W | G | V | Saldo | Ptn. |
| ------ | ----------- | ---- | - | - | - | ----- | ---- |
| 6.     | Leones      | 8    | 4 | 4 | 0 | 22:14 | 12   |
| 7.     | Germania FV | 8    | 3 | 4 | 1 | 24:19 | 10   |
| 8.     | Marte       | 8    | 3 | 3 | 2 | 19:14 | 9    |
| 9.     | CF México   | 8    | 2 | 2 | 4 | 22:27 | 6    |
| 10.    | Sporting    | 8    | 1 | 1 | 6 | 14:27 | 3    |

|  | Play-off voor plaats in groep 1 volgend jaar |

## Play-off
|                  |        |       |          |                            |
| 6 augustus EHeen | Leones | 2 – 6 | Asturias | Parque Necaxa, Mexico-Stad |
| 6 augustus EHeen |        |       |          | Parque Necaxa, Mexico-Stad |

|                   |          |       |        |                             |
| 13 augustus Terug | Asturias | 9 – 3 | Leones | Campo Asturias, Mexico-Stad |
| 13 augustus Terug |          |       |        | Campo Asturias, Mexico-Stad |

### Kampioen
| Campeonato de Primera Fuerza 1932/33 |
| Mexico                               |
| ------------------------------------ |
| NECAXA Kampioen (1° titel)           |

## Topschutters
| Speler        | Speler      | Goals | Club   |
| ------------- | ----------- | ----- | ------ |
| Vlag van Peru | Julio Lores | 8     | Necaxa |